# Msange
Msange ist ein Verwaltungsbezirk (englisch Ward) des Distrikts Singida (DC) in der tansanischen Region Singida.

## Geografie
Msange ist ein Bezirk im nördlichen Zentralteil von Tansania etwa 40 Kilometer Luftlinie nordöstlich der Regionshauptstadt Singida. Bei der Volkszählung 2022 lebten 13.563 Menschen in 2610 Haushalten auf einer Fläche von 167 Quadratkilometern.

### Nachbarbezirke
Der Bezirk grenzt im Nordosten an den Distrikt Hanang, sonst an andere Bezirke des Distrikts Singida (DC).
|          | Mwasauya                                    | Hanang |
| Maghojoa | Kompassrose, die auf Nachbargemeinden zeigt |        |
|          |                                             | Itaja  |

## Gliederung
Der Bezirk besteht aus vier Gemeinden (swahili Mtaa) mit 23 Orten (Kitongoji):
| Msange - Motomoto - Kujitegemea - Azimio - Suke - Mapambano - Jangwa - Mwongozo | Mangida - Bwawani - Mapinduzi - Mwongozo - Senga - Mumbii | Sefunga - Suke - Kisiwani - Mijuhu - Utemini A - Utemini B - Ngolo | Endeshi - Endeshi - Juhudi - Raghachanda - Muungano - Mlimani |

## Wirtschaft und Infrastruktur
- Aufforstung: In den Jahren 2011 bis 2014 wurden jeweils rund 20.000 Bäume gepflanzt, im Jahr 2015 stieg dieser Wert auf 66.000 Bäume.[8]
- Tierhaltung: Der Nutztierbestand liegt bei 7.000 Rindern, 4000 Ziegen, 2000 Schafen und 13.000 Hühnern (Stand 2016).[8]
- Bewässerung: 20024 wurde mit dem Bau eines Bewässerungssystems begonnen, das die Ernteerträge im Bezirk steigern soll.[9]
- Bildung: Im Bezirk liegen zwei weiterführende Schulen.[10] Die Madasenga Secondary School ist eine staatlich Tagesschule mit einer Ausbildung bis zur 4. Stufe[11], die Murigha Girls Secondary School ist eine von der römisch-katholischen Kirche geführte Internatsschule für Mädchen, die ebenfalls bis zur 4. Stufe ausbildet.[12]
- Gesundheit: In Msange gibt es ein staatliches Gesundheitszentrum[13] und eine staatliche Apotheke in der Gemeinde Sefunga.[14]